# 수륜면
수륜면(修倫面)은 대한민국 경상북도 성주군의 면으로, 면사무소 소재지는 신파리이다. 넓이는 89.78km2이고, 인구는 2014년 기준으로 3,186명이다.

## 지명의 유래
인륜(人倫)을 닦은 마을이라는 뜻에서 수륜(修倫)이라 칭함.

## 행정 구역
14법정리(25행정리), 72반

### 법정리
- 백운리(白雲里)
- 봉양리(鳳陽里)
- 신파리(新坡里)
- 신정리(新亭里)
- 계정리(溪亭里)
- 수성리(水成里)
- 수륜리(修倫里)
- 송계리(松溪里)
- 오천리(午川里)
- 남은리(南隱里)
- 작은리(鵲隱里)
- 적송리(赤松里)
- 보월리(甫月里)
- 성리(聖里)

### 행정리
백운1리, 백운2리, 신파1리, 신파2리, 적송1리, 적송2리, 봉양1리, 봉양2리, 신정리, 수성1리, 수성2리, 송계1리, 송계2리, 수륜리, 오천1리, 오천2리, 계정1리, 계정2리, 남은1리, 남은2리, 보월1리, 보월2리, 작은리, 성1리, 성2리

## 자연 환경
수륜면은 성주군의 서남부에 위치해 있으며, 서쪽 편에는 성주의 지붕인 가야산(1433m)을 경계로 경상남도 합천군과 접경하고 남쪽은 고령군의 덕곡면, 운수면과 인접하며 서북쪽은 가천면, 북쪽은 대가면, 동쪽은 용암면을 각각 이웃한다. 서부와 동부는 산악지대이고 북쪽에서 남동쪽으로 흐르는 대가천 주변으로는 비옥한 충적토의 넉넉한 평야지대가 형성되어 있다.

## 주요 기관
- 수륜면사무소
- 수륜우체국
- 수륜보건지소

### 교육 기관
- 수륜초등학교
- 수륜중학교

### 금융 기관
- 수륜 농업협동조합
- 수륜 새마을금고

## 교통
대가천 주변의 평야지대를 따라 남북 15km의 국도 33호선이 지나고, 면소재지인 신파리에서 백운리를 거쳐 서남쪽에 위치한 합천군 가야면으로 가는 국도 59호선이 지난다.

## 출신인물
- 이완영 : 현 19대 국회의원(초선, 국민의힘)